# Piaggio NRG

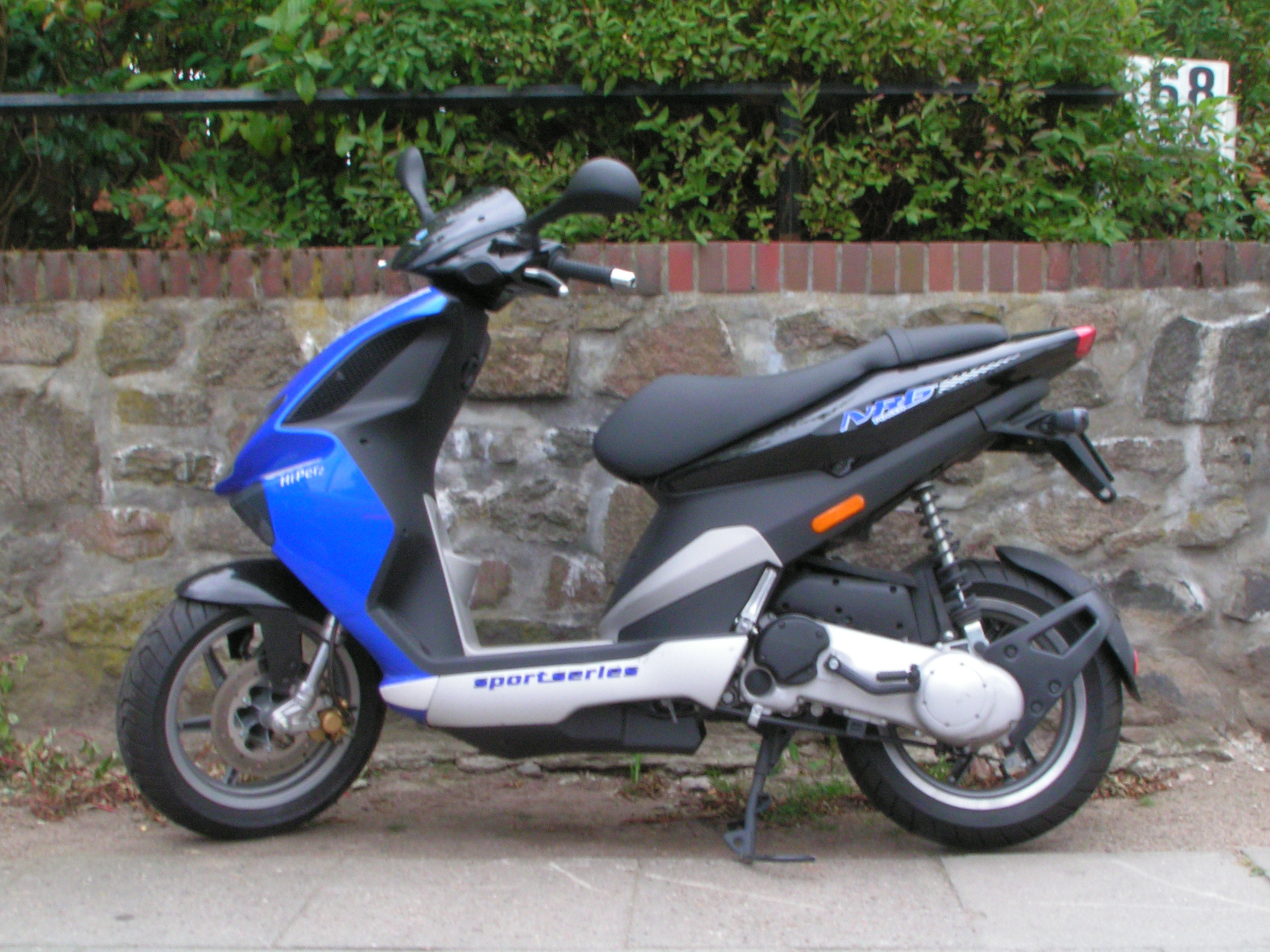
Piaggio NRG (bild tagen 2005)

Piaggio NRG är en mopedmodell av Piaggio.